# Деменки
Деменки́ — село в Україні, у Кобеляцькій міській громаді Полтавського району Полтавської області. Населення становить 568 осіб. Це дуже гарне мальовниче невелике село із різноманітними звичаями.

## Географія
Село Деменки знаходиться за 3,5 км від лівого берега дельти річки Ворскла. На відстані 2,5 км розташоване село Сінне, за 3,5 км — село Вільховатка. До села примикає велике болото.

## Історія
12 червня 2020 року, відповідно до розпорядження Кабінету Міністрів України № 721-р «Про визначення адміністративних центрів та затвердження територій територіальних громад Полтавської області», село увійшло до складу Кобеляцької міської громади.
19 липня 2020 року, в результаті адміністративно - територіальної реформи та ліквідації Кобеляцького району, село увійшло до складу новоутвореного Полтавського району Полтавської області.

## Економіка
- Молочно-товарна ферма.
- ПП «Деменківське».

## Об'єкти соціальної сфери
- Школа.

## Релігія
В 2002 році заснована парафія святого Миколая (УГКЦ). З 2008 року в селі діє жіночий монастир УГКЦ, сестри провадять Дитячий будинок сімейного типу.